# Vic Chao
Vic Chao est un acteur américain.

## Filmographie
- 2013 : Blackout total
- 2014 : Quick Draw
- 2014 : Esprits criminels (série télévisée, saison 10 épisode 3) : Copilote Phillip Tran
- 2015 : Mortal Kombat X : Kenshi
- 2018 : Heathers : Mr Finn
- 2020 : Cyberpunk 2077 : le maître zen (voix)
- 2023 : Mortal Kombat 1 : Kenshi
- 2023 : Le Roi singe : le doyen des singes (voix)